# Enyicke
Enyicke (szlovákul Haniska (pri Košiciach)) község Szlovákiában, a Kassai kerület Kassa-környéki járásában.

## Fekvése
Kassa központjától 12 km-re, délre fekszik.

## Nevének eredete
Neve a szlovák Jánisko személynévből származik.

## Története
A falu területén már a paleolitikum korában is éltek emberek. A pilinyi kultúra, a késő bronzkor és a korai vaskor, valamint a hallstatti kultúra temetőinek nyomait tárták itt fel.
1232-ben említik először „Eniske” néven. 1267-ben István ifjabb király „Enezca” földjét híveinek, Pósa magiszternek és testvérének adja, amely az oklevél szerint korábban Abaújvár birtokosáé volt, aki utód nélkül halt meg. 1332-ben a pápai tizedjegyzék említi plébániáját és Szent István király tiszteletére szentelt templomát. Az 1427-es összeírás szerint a falunak 37 adózó portája volt, melyből 20 a püspöknek, 11 Bakty Zsigmondnak, 6 Buzlay Balázsnak adózott. 1553-ban csupán 19 portát számláltak a faluban.
1621 előtt épült Wesselényi-várkastélya, melyet ekkor romosnak mondanak. 1681-ben a katonaság rongálta meg, 1688-ban újjáépítették. 1672. szeptember 14-én itt aratott győzelmet a bujdosók serege Spankau kassai főkapitány kétezer fős császári serege felett (enyickei csata).
1705-ben már működött katolikus iskolája. 1720-ban mindössze 7 háztartás volt a településen. Ebben az időszakban északról szlovák telepesek érkeztek a községbe. A 18. századtól 1848-ig Enyicke vásártartási joggal bíró mezőváros volt. 1828-ban 229 házában 937 lakosa élt.
A 18. század végén Vályi András így ír róla: „ENITZKE. Haniszka. Elegyes mező Város Abauj Vármegyében, földes Ura Báró Mesko Uraság, a’ kinek régi kastéllyával, e’ mező Város díszesíttetik, lakosai katolikusok, fekszik Kassától egy mértföldnyíre az Ország úttyában, határja elég termékeny, réttye, legelője jó, fája mint a’ kétféle, eladásra jó alkalmatossága, a’ Kassaiaktol mulatság kedvéért gyakorta látogattatik piatza Kassán, első Osztálybéli.”
Fényes Elek 1851-ben kiadott geográfiai szótárában így ír a faluról: „Enyiczke, (Haniska), Abauj v. tót mváros, ut. p. Kassához délre 1 1/2 mfdnyire, a pesti postautban: 917 k., 5 evang., 1 ref., 18 zsidó lak. Kath. paroch. templom., nagy kétemeletes kastély. Vendégfogadó. Első osztálybeli róna határ. F. u. a b. Meskó nemzetség.”
Borovszky Samu monográfiasorozatának Abaúj-Torna vármegyét tárgyaló része szerint: „Enyiczke, 159 házzal, 970 magyar és tót lakossal, körjegyzőséggel. Vasuti-, posta- és táviróállomás. Enyiczke ősrégi község. Ezt egy 1494-ben kelt adásvevési szerződés is bizonyitja, mely szerint a községet Buzlay Katalin és fia Balázs 325 arany frtért megvették. A XVI. század elején már Ryma-Széchy László és Ferencz birtokában volt s Széchy Mária révén jutott Wesselényi Ferencz nádor kezébe és ő épittette 1658-ban a most is fennálló díszes kastélyt. A XVIII. század elején előbb Waldstein Károly gróf, utóbb Lobkovitz herczeg volt Enyiczke ura. 1742-ben özv. báró Meskó Jakabné szül. Hegymegi Borbála vette meg Enyiczkét, de a következő XIX. században a báró Meskó család férfiága kihalt s a kastély és a birtok az utolsó Meskó Jakab báró leányára, Zenaidéra, gróf Péchy Manó nejére szállott át. 1842-ben a kastély régi tornyát lebontották és annak helyére erkélyes tornyot emeltek, meghagyván a négy alacsonyabb szeglet-tornyot. A kastélyban igen értékes művekből álló 4500 kötetre terjedő könyvtár van; képei közt Munkácsy Mihálynak egy régebbi festményét is láttuk. A családi kegyelet megható jele az a szoba, melyben Zichy Rezső gróf meghalt; ez egyedül az ő emlékének van szentelve, s azt a helyet, hol halálos ágyán feküdt, arczképe diszíti, melyet Komlóssy Ede festett. A kastély és birtok jelenlegi tulajdonosa özv. gróf Zichy Rezsőné, Péchy Jacqueline, mint gróf Péchy Manó és báró Meskó Zenaide egyetlen leánya, ki nagy áldozattal helyreállíttatta és kiépíttette a róm. kath. templomot, 1878-ban zárdát és leánynevelő intézetet alapitott, Sz. Vincze leányaira bizván annak vezetését, s ezzel kapcsolatban leányiskolát és kisdedóvót, mely már is áldásos hatással van nemcsak a köznép művelésére, de a tótajkuak magyarositására is. A község határában 1672-ben Spankau kassai kapitány seregei és a kuruczok közt véres ütközet volt, mely a császáriak leveretésével végződött. Hat évvel később ismét harcz szinhelye volt a község, amikor Thököly Imre seregei vették be.”
A trianoni diktátumig Abaúj-Torna vármegye Kassai járásához tartozott. 1926. december 20-22. között itt végezték az első kísérleti rádióadást Szlovákia területén. 1938 és 1945 között újra Magyarország része volt.

## Népessége
| Év:            | 1994. | 2004.   | 2014.   | 2024.   |
| -------------- | ----- | ------- | ------- | ------- |
| Emberek száma: | 1323  | 1365    | 1474    | 1572    |
| Eltérés:       |       | +3,17 % | +7,98 % | +6,64 % |

| Év:            | 2023. | 2024.   |
| -------------- | ----- | ------- |
| Emberek száma: | 1557  | 1572    |
| Eltérés:       |       | +0,96 % |

- 1880-ban 957-en lakták, ebből 251 magyar és 666 szlovák anyanyelvű.
- 1890-ben 970 lakosából 239 magyar és 697 szlovák anyanyelvű volt.
- 1900-ban 1102 lakosából 444 magyar és 624 szlovák anyanyelvű.
- 1910-ben 1082-en lakták: 711 magyar és 355 szlovák anyanyelvű.
- 1921-ben 977 lakosából 118 magyar és 840 csehszlovák.
- 1930-ban 1119 lakosából 80 magyar és 1004 csehszlovák volt.
- 1941-ben 1212-en lakták, ebből 1071 magyar és 134 szlovák.
- 1970-ben 1505 lakosából 3 magyar és 1495 szlovák.
- 1980-ban 1513 lakosából 7 magyar és 1497 szlovák.
- 1991-ben 1362 lakosából 6 magyar és 1348 szlovák.
- 2001-ben 1390 lakosából 1374 szlovák és 3 magyar volt.
- 2011-ben 1451 lakosából 1304 szlovák és 1 magyar volt.
- 2021-ben 1494 lakosából 4 (+1) magyar, 1467 szlovák, (+4) ruszin, 3 (+1) egyéb és 20 ismeretlen nemzetiségű volt.[6]

## Neves személyek
- Itt született 1750-ben Szvorényi Mihály római katolikus pap, magyar egyházi jogász, egyetemi tanár.
- Itt született 1759-ben Kováts Mátyás apátkanonok.
- Itt született 1941-ben Imrich Andrejčák szlovák politikus, honvédelmi miniszter.

## Nevezetességei

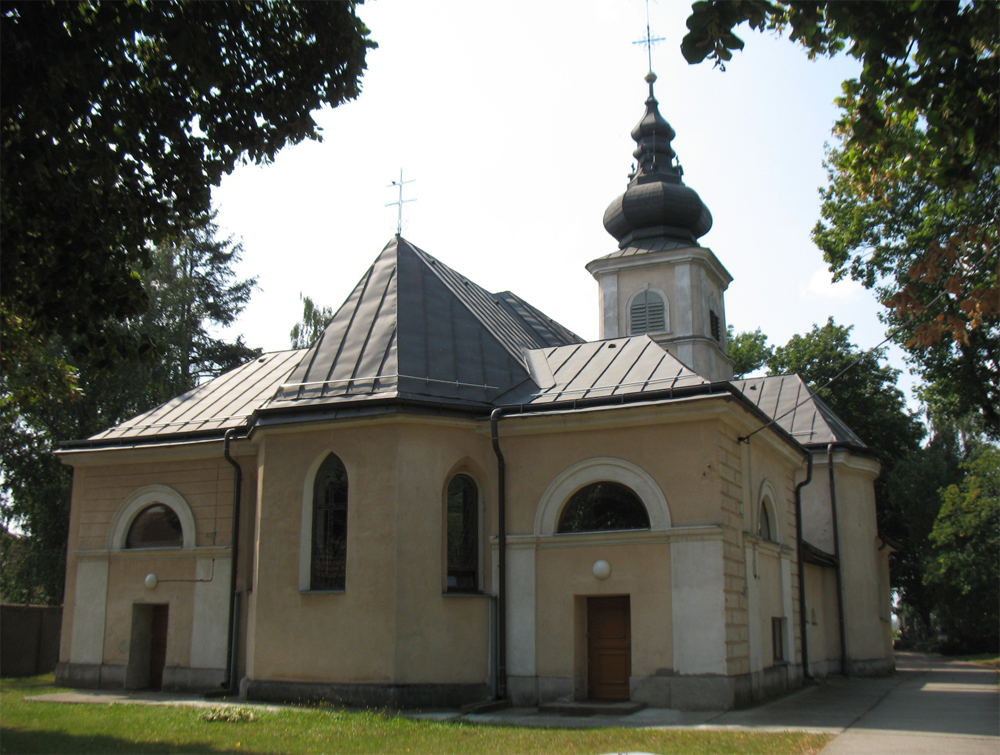
A templom a temető bejárata felől

- Nepomuki Szent János tiszteletére szentelt római katolikus temploma 1656-ban épült, eredetileg Keresztelő Szent Jánosnak volt szentelve. Mai formáját a 18. századi átépítés során nyerte el.
- A Wesselényi-várkastély mai formája a 19. századi átépítés nyomait tükrözi.